# Kašov
Kašov (německy Kaschow) je malá vesnice, část obce Kuks v okrese Trutnov. Nachází se asi 2 km na jihozápad od Kuksu. V roce 2009 zde bylo evidováno 35 adres. V roce 2001 zde trvale žilo 23 obyvatel.
Kašov je také název katastrálního území o rozloze 3,88 km2.